# Turmhügelburg Teinitz
Der Turmhügelburg Teinitz ist eine abgegangene mittelalterliche Höhenburg vom Typus einer Turmhügelburg (Motte) auf einem 525 m ü. NHN hohen Bergsporn an der Altstraße über der Königsheide etwa 100 Meter südsüdöstlich der Ortsmitte von Gossenreuth, einem Gemeindeteil des Marktes Weidenberg im Landkreis Bayreuth in Bayern.
Als Besitzer der Burg, deren Namen vom slawischen „tynec“, was „kleine Burg“ bedeutet, abgeleitet ist, werden im 15. Jahrhundert die Herren von Tanndorf und im 16. Jahrhundert die Herren von Künßberg genannt.
Von der ehemaligen Mottenanlage sind noch der Turmhügel und der Graben erhalten. Die Burgstelle ist heute als Bodendenkmal Nummer D-4-6036-0005: Mittelalterlicher Turmhügel geschützt.